# Сегечич, Адриан
Адриан Сегечич (англ. Adrian Segecic; род. 1 июня 2004, Австралия) — австралийский футболист, полузащитник клуба «Сидней».

## Клубная карьера
Сегечич — воспитанник клубов «Лидком Варата Джуниор», «Парраматта» и «Сидней». 26 декабря 2021 года в матче против «Макартура» он дебютировал в A-Лиге в составе последнего. 29 октября 2022 года в поединке против «Макартура» Адриан забил свой первый гол за «Сидней». Летом 2023 года Сегечич на правах аренды перешёл в нидерландский «Дордрехт». 1 сентября в матче против «Эммена» он дебютировал в Эрстедивизи. В этом же поединке Адриан забил свой первый гол за «Дордрехт».

## Международная карьера
В 2023 году в составе молодёжной сборной Австралии Сегечич принял участие в молодёжном Кубке Азии в Узбекистане. На турнире он сыграл в матчах против команд Вьетнама, Ирана, Катара и Узбекистана. В поединке против иранцев Адриан сделал «дубль».